# Vittorio Gnecchi
Vittorio Gnecchi Ruscone (né le 17 juillet 1876 à Milan, mort le 5 février 1954) est un compositeur italien.

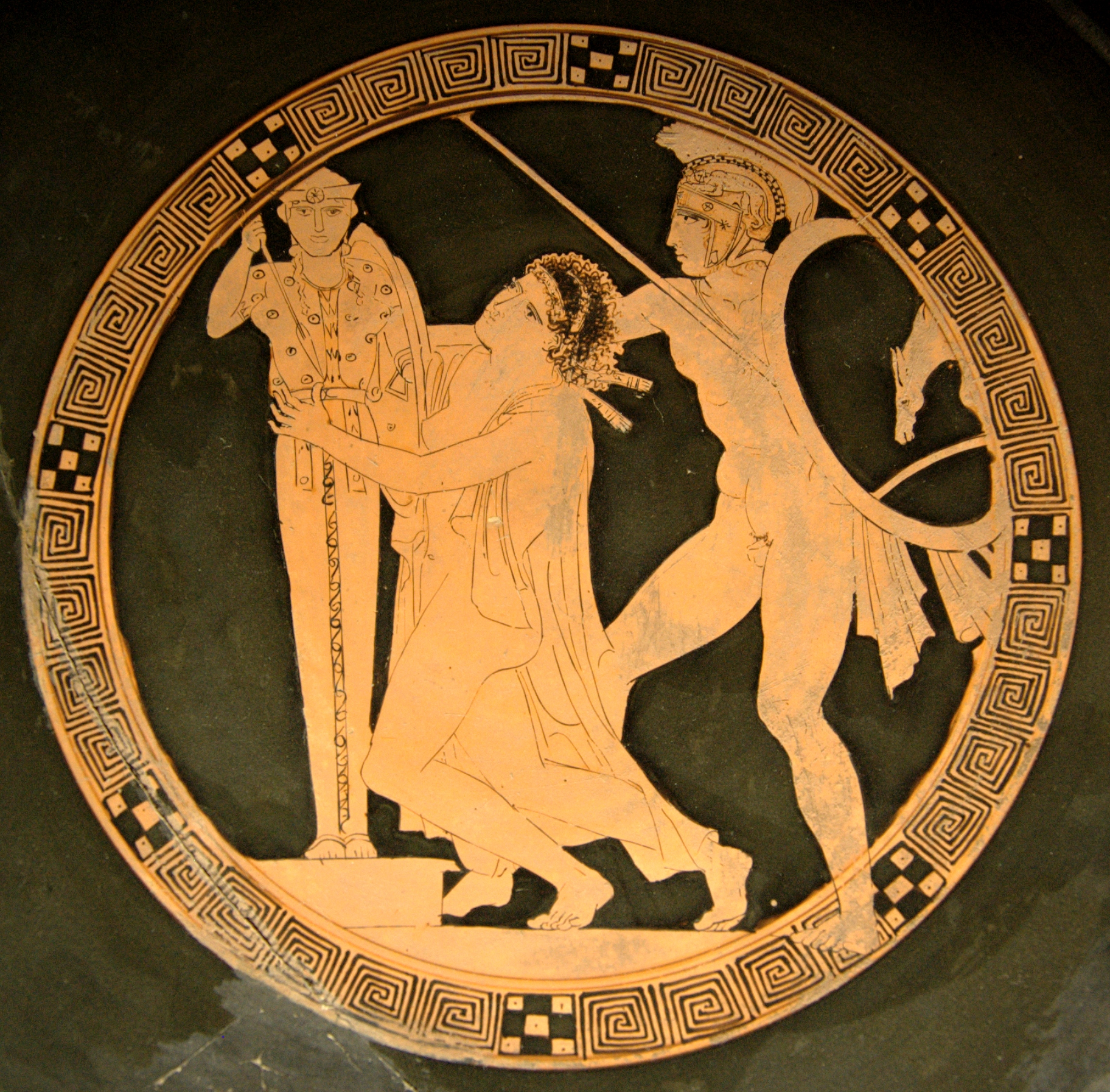
Illustration de l'histoire de Cassandre, histoire de laquelle est tiré l'opéra le plus célèbre de Vittorio Gnecchi

## Biographie
Fils et petit-fis d'industriels importants ayant bâti leur fortune dans le textile, Gnecchi naît dans un milieu bourgeois et aisé. Montrant un grand intérêt et de réelles aptitudes pour la musique, le jeune Vittorio effectue des études musicales privées, notamment avec Michele Saladino, lequel est surtout connu pour avoir dispensé ses enseignements à Pietro Mascagni et à Italo Montemezzi.
Il fit représenter lors d'une soirée privée un opéra alors qu'il n'avait que 19 ans, une petite pastorale intitulée Virtù d'amore. Cette œuvre attira sur lui l'attention du monde musical de l'époque. Vittorio Gnecchi obtient alors un contrat avec les prestigieuses éditions Ricordi.
L'épisode le plus marquant de sa carrière est l'opéra Cassandra, représenté au début du XXe siècle. Cette œuvre, bien qu'antérieure de 5 ans à Elektra de Richard Strauss, montre beaucoup de points communs musicaux et stylistiques avec l'œuvre du compositeur allemand, qui s'est toujours défendu d'avoir entendu une note de Gnecchi. Un critique italien, Giovanni Tebaldini, établit un tableau mettant en parallèle les grandes ressemblances entre les deux œuvres. Paradoxalement, c'est l'auteur de Cassandra qui fut accusé de plagiat, ce qui paraît absurde car Cassandra (écrite en 1903), fut jouée pour la première fois le 22 décembre 1905, Elektra en 1909.
La chance ne jouait pas en la faveur de Vittorio Gnecchi : il fut abandonné par ses compatriotes, Arturo Toscanini refusant de diriger sa musique, par exemple. Il écrivit encore quelques opéras, (La Rosiera en 1909, puis  Judith, qui commencé en 1914, ne fut représenté que 38 ans après, en 1952) et finit par tomber dans un oubli total, même si son chef-d'œuvre Cassandra est parfois enregistré, au moins à titre de comparaison avec l'opéra de Richard Strauss.
Notons qu'il collabora avec Luigi Illica, le librettiste des plus grands succès de Giacomo Puccini.

## Musique
La musique de Vittorio Gnecchi est très empreinte d'un esprit, d'une forte influence germanique, ce qui lui fut reproché de son vivant. Il fait grand usage de la mélodie continue et des leitmotivs, le tout se glissant dans une orchestration très fournie. Néanmoins, comme d'autres compositeurs italiens de son époque très attirés par le wagnérisme, il garde des liens étroits avec une certaine tradition mélodique typique de ses origines. Il ouvre la voie à des compositeurs tels que Riccardo Zandonai ou Italo Montemezzi. 
Contrairement à beaucoup d'autres musiciens de son pays qui ne se vouaient exclusivement qu'à la composition d'opéras, il ne se consacra pas qu'à ce genre, puisqu'on lui doit entre autres un ballet, Atlanta datant de 1929, et une Cantata Biblica de 1934, sans compter diverses pièces symphoniques.